# Vajrabodhi
Vajrabodhi (tiếng Phạn: Vajrabodhi, 671-741) cũng gọi là Kim Cương Trí hoặc hay Kim Cang Trí, là một Đại Sư Phật giáo. Sư sinh ra trong một gia đình Bà La Môn tại Malabar, Nam Ấn. Có giả thuyết khác cho rằng Sư là con thứ 3 trong một hoàng tộc ở Trung Ấn.

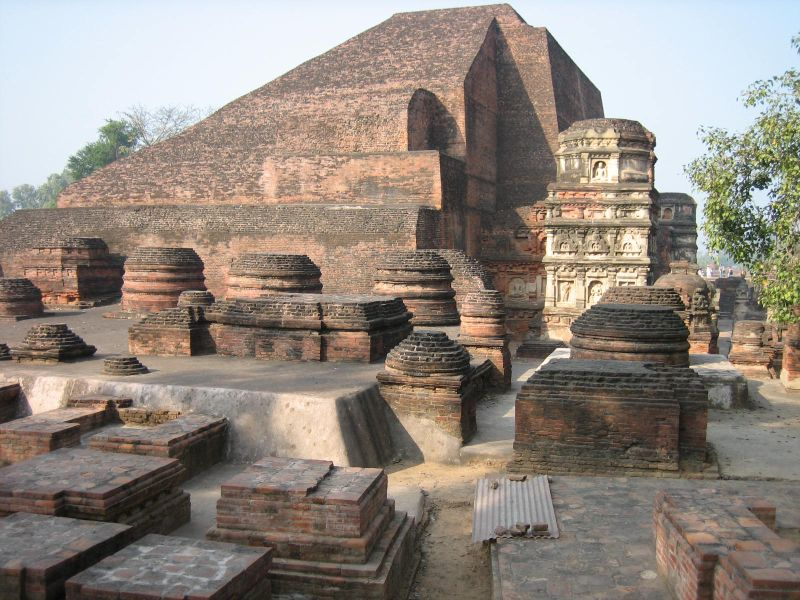
Na Lan Đà

Sư theo học đạo tại Nalanda từ năm lên 10 tuổi. Sau đó Sư đi qua các xứ khác của Ấn Độ và đã học rất nhiều giáo lý Đại Thừa gồm Duy Thức Luận, Biện Trung Luận, Du Già Luận. Năm 31 tuổi, Sư đi đến Tích Lan. Tại đây Sư thọ nhận pháp Mật Tông từ Nagabodhi (Long Trí) Đại Sư.
Sau khi lưu lại 7 năm và đã am tường Mật Giáo, Sư trở về Trung Ấn. Một thời gian sau, Sư lại lên một chiếc thuyền buôn tại cảng Polici, Tích Lan để đi đến Java. Đi theo Sư còn có một đồ đệ 14 tuổi, chính là Ngài Bất Không Kim Cương sau này. Năm tháng sau, Sư tiếp tục du hành sang Trung Quốc và đến nơi vào cuối năm thứ 7 Khai Nguyên (719) nhà Đường. Tại đây Sư lưu lại ở các chùa Tư Thánh và Đại Tiến để dịch kinh. Trong đó có các bộ kinh Kim Cương Đỉnh Du Già được lưu truyền phổ biến. Đến 741 thì Sư viên tịch. Kim Cương Trí đã truyền lại rất nhiều giáo lý Đại Nhật và Kim Cương. Ngài được tôn là bậc Thầy của hệ Kim Cương và Thai Tạng.
Dòng truyền thừa của Sư Kim Cương Trí được xem là dòng Chính Mật. Nhánh truyền thừa được minh họa như sau:
Đại Nhật Như Lai > Kim Cương Tát Đỏa > Long Thọ > Long Trí > Kim Cương Trí. Sau này Đại Sư Không Hải, tổ của Chân ngôn tông, Nhật Bản cũng nhận pháp từ chính dòng này theo nhánh truyền thừa như sau: Kim Cương Trí > Bất Không Kim Cương > Huệ Quả > Không Hải.